# Арџан
Арџан (грч. Κάστρο, Кастро) је насељено место у општини Пеонија у периферији Средишња Македонија, Грчка. Према попису из 2021. године било је без становника.
Према бугарском географу и историчару, Василу Канчову, у Арџану је 1900. године живело 100 Словена хришћана. Српски географ Боривоје Милојевић, 1920. године наводи да је у Арџану било 12 кућа Словена муслимана. Село је 1913. године расељено од стране грчке војске. Шездесетих година 20. века подигнуто је сточарско насеље где су смештене каракачанске породице. На попису из 1961. године село је имало 51 становника.